# Evippa sjostedti
Evippa sjostedti là một loài nhện trong họ Lycosidae.
Loài này thuộc chi Evippa. Evippa sjostedti được Ehrenfried Schenkel-Haas miêu tả năm 1936.